# Safet Jahič
Safet Jahič, slovenski nogometaš, * 25. januar 1987, Slovenj Gradec.
Jahič je nekdanji profesionalni nogometaš, ki je igral na položaju vratarja. V svoji karieri je branil za grški Panionios, srbski Partizan, slovenska Rudar Velenje in Nafto 1903, madžarske Zalaegerszeg, Kaposvár, Dunaújváros, Csácsbozsok in Andráshido ter avstrijske SV Oberwart, SV Ollersdorf, SV Neuberg in SV Stegersbach. Skupno je v prvi slovenski ligi odigral 32 tekem. Bil je tudi član slovenske reprezentance do 17, 19 in 21 let. 